# Euxestonotus error
Euxestonotus error är en stekelart som först beskrevs av Fitch 1865.  Euxestonotus error ingår i släktet Euxestonotus och familjen gallmyggesteklar. Arten är reproducerande i Sverige. Inga underarter finns listade i Catalogue of Life.